# 鄭重 (順治進士)
郑重（?—?），字山公，福建建安縣人，清朝政治人物。

## 生平
順治十五年（1658年），登戊戌科進士，官至刑部侍郎。工詩，有《霞园诗草》。